# بوبي في
بوبي في (بالإنجليزية: Bobby Vee)‏ (مواليد 30 أبريل 1943 في داكوتا الشمالية - 24 أكتوبر 2016 في مينيسوتا)، كان مغني بوب وكاتبًا غنائيًّا أمريكيًّا بدأ مسيرته الفنية عام 1959. اشتهر بغنائه البوب في حقبة الستينات. أطلق خلال مسيرته الفنية 25 ألبومًا غنائيًّا، واختتم مسيرته سنة 2011 بعد إصابته بمرض ألزهايمر.

## وصلات خارجية
- الموقع الرسمي
- بوبي في على موقع IMDb (الإنجليزية)
- بوبي في على موقع الموسوعة البريطانية (الإنجليزية)
- بوبي في على موقع ميوزك برينز (الإنجليزية)
- بوبي في على موقع إن إن دي بي (الإنجليزية)
- بوبي في على موقع ديسكوغز (الإنجليزية)
- بوبي في على موقع ديسكوغز (الإنجليزية)